# Shoestring
Shoestring is een Engelse televisieserie die van 1979 tot en met 1980 in Bristol werd geproduceerd. De rol van de merkwaardige radiodetective Eddie Shoestring werd gespeeld door de acteur Trevor Eve. Shoestring werkte voor Radio West waar hij onderzoeken deed aan de hand van telefoontjes die daar binnenkwamen. Eddie was een ontslagen psychiatrisch patiënt. Omdat Eddie niet met geld kon omgaan was hij meestal blut.

## Rolverdeling
- Trevor Eve - Eddie Shoestring
- Michael Medwin - Don Satchley
- Doran Godwin - Erica Bayliss
- Liz Crowther - Sonia

## Afleveringen
Serie 1 - 1979
- Private Ear
- Knock For Knock
- Higher Ground
- An Uncertain Circle
- Listen To Me
- Nine Tenths of the Law
- The Link-Up
- Stamp Duty
- Find The Lady
- The Partnership
- I’m A Believer

Serie 2 - 1980
- Room With A View
- The Teddy Bears’ Nightmare
- Mocking Bird
- The Mayfly Dance
- The Farmer Had A Wife
- Utmost Good Faith
- Looking For Mr. Wright
- Another Man’s Castle
- Where Was I?
- The Dangerous Game